# 圣加勒
圣加勒（法語：Saint-Gal，法語發音：[sɛ̃ ɡal]）是法国洛泽尔省的一个市镇，属于芒德区。

## 地理
圣加勒（44°40'8"N, 3°25'30"E）面积9.88 平方千米，位于法国奧克西塔尼大區洛泽尔省，该省份为法国南部内陆省份，北起上盧瓦爾省和康塔爾省，西接阿韦龙省，南至加尔省，东临阿尔代什省。
与圣加勒接壤的市镇（或旧市镇、城区）包括：莱洛比、塞沃雷特、拉尚-里贝讷、蒙德朗东。

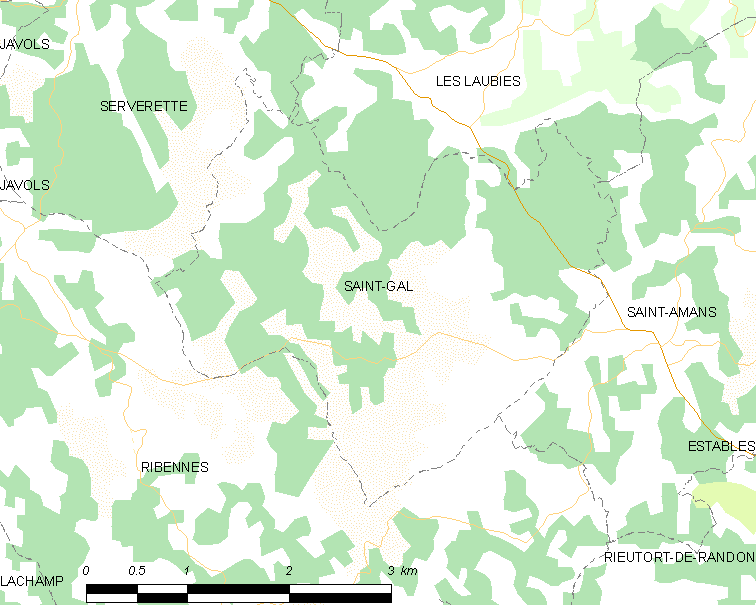
圣加勒的OSM定位图

圣加勒的时区为UTC+01:00、UTC+02:00（夏令时）。

## 行政
圣加勒的邮政编码为48700，INSEE市镇编码为48153。

## 政治
圣加勒所属的省级选区为利马尼奥勒河畔圣阿尔邦县。

## 人口

1962-2008年间圣加勒人口变化图示

圣加勒于2022年1月1日时的人口数量为89人。